# Toxocara canis
Toxocara canis hay giun đũa chó là một loài sán sống ký sinh trong chó và các loài họ Chó khác trên khắp thế giới. Đây là loài gonochoristic, con trưởng thành dài 9–18 cm. Chúng có màu trắng vàng, chúng hiện diện trong ruột của vật chủ. Ở chó trưởng thành, bệnh thường không có triệu chứng. Ngược lại, nhiễm trùng với số lượng lớn T. canis có thể gây tử vong cho chó con.